# TG Lage
Die TG Lage (offiziell: Turngemeinde Lage von 1862 e. V.) ist ein Sportverein aus Lage im Kreis Lippe.

## Geschichte und Abteilungen
Der Verein wurde im Jahre 1862 als Turnverein Lage gegründet. Dieser fusionierte im August 1920 mit dem Turnverein Jahn Lage zur TG Lage. Im Jahre 1939 musste der Verein auf Anordnung der Nationalsozialisten mit dem Verein SuS Lage zur Turn- und Sportgemeinschaft Lage von 1862 fusionieren. Am 21. Mai 1956 wurde die Fusion wieder gelöst. Die TG Lage umfasst derzeit zwölf Abteilungen: Basketball, Bogensport, Breitensport, Ju-Jutsu, Karate, Karneval (Elferrat & Tanzgarde), Laufen & Walken, Rehasport, Schwimmen, Trampolinturnen, Trendsport (Jugger & Muggel Quidditch) und Triathlon. Zudem gibt es den „Spielenachmittag“ sowie eine Skatrunde. In früheren Jahren gab es noch eine Handballabteilung. Die TG Lage besitzt eine eigene Turn- und Festhalle am Jahnplatz in Lage. Am 22. Juni 1924 fand die Grundsteinlegung statt. Die Fertigstellung des Rohbaus war am 10. Januar 1925.

## Handball
Die Handballmannschaft der Männer spielte in der Saison 1954/55 ein Jahr lang in der seinerzeit erstklassigen Oberliga Westfalen. Als Vorletzter musste das Team prompt wieder absteigen. In der Saison 2001/02 am DHB-Pokal teil. In der ersten Runde scheiterte die Mannschaft mit 23:29 am VfL Horneburg. Die erste Herrenmannschaft trat zuletzt in der Bezirksliga an, bevor die Abteilung Anfang der 2020er Jahre aufgelöst wurde.

## Leichtathletik
Im Jahre 1963 gründeten die Leichtathletikabteilungen von TG Lage und SuS Lage die LG Lage. Durch den Beitritt weiterer Vereine aus Detmold und Bad Salzuflen wurde daraus zunächst die LG Lage-Detmold und schließlich die heutige LG Lage-Detmold-Bad Salzuflen. Trainings- und Wettkampfstätte ist das Sportzentrum Werreanger.

## Persönlichkeiten
- Dominik Ebner (* 1994)
- Matthias Kalkreuter (* 1986)
- Andreas Köckeritz (* 1962)
- Pierre Limberg (* 1975)
- Nils Torbrügge (* 1992)